# Пикалюк Василь Степанович
Василь Степанович Пикалюк (нар. 16 листопада 1954, село Масловець Любомльського району Волинської області) — український діяч медицини, доктор медичних наук, професор, академік АН ВО України.

## Біографія
Народився 16 листопада 1965 року в селі Масловець Любомльського району Волинської області у селянській родині. Із семи років відвідував Масловецьку початкову школу; з 5 до 8 класу навчався в Головнянській середній школі; 9–10-й закінчував у Луцькій середній школі-інтернаті. У 1972 році вступив до Тернопільського медичного інституту, який закінчив з відзнакою (1978) за спеціальністю «Лікувальна справа». Інтернатуру проходив у хірургічному відділенні Луцької міської лікарні. Після закінчення Тернопільського медичного інституту був рекомендований в аспірантуру кафедри нормальної анатомії. Закінчивши аспірантуру, з 1981-го до 1985 року, працював асистентом цієї ж кафедри. 1983 року, після успішного захисту дисертації «Ріст, будова та формоутворення скелету під впливом штучно мінералізованої води різного сольового складу», йому присвоєно науковий ступінь кандидата медичних наук. У листопаді 1985 року за конкурсом обраний доцентом кафедри нормальної анатомії Луганського медичного інституту. Там пропрацював 10 років, у вересні 1991 року за результатами захисту дисертації «Особливості росту, будови, формоутворення та регенерації скелету під впливом хімічних агентів зовнішнього середовища різної етіології та інтенсивності» вченому присвоєно науковий ступінь доктора медичних наук, у лютому 1993-го — вчене звання професора. Працював на посадах декана медичного факультету та проректора з навчально-методичної роботи.
В 1995 році, після реорганізації Луцького педагогічного інституту у Волинський університет імені Лесі Українки, на конкурсній основі був обраний на посаду проректора по науковій роботі (до 2000 року), паралельно працюючи професором кафедри фізіології людини і тварин (2000—2001), протягом 12 років — заступник голови спеціалізованої Вченої ради та з 2000 року завідувачем кафедри фізичної реабілітації інституту фізичної культури та здоров'я. Розробив авторські курси (з повним навчально-методичним забезпеченням): «Нейроанатомія», «Пластична анатомія», «Функціональна анатомія», «Анатомічні основи вищої нервової діяльності» для студентів біологічних факультетів класичних університетів, інституту мистецтв, інституту здоров'я та фізичної культури, інституту соціальних наук. Відкрив і організував роботу двох спеціалізованих вчених рад із захисту дисертацій, засновник потужного редакційно-видавничого відділу «Вежа», трьох фахових наукових журналів.
Звільнився 2001 року у зв'язку із закінченням терміну контракту й строкового договору та обранням на конкурсних засадах на посаду завідувача кафедри нормальної анатомії людини Кримського медичному університету ім. С. І. Георгієвського, де працював до липня 2018 року. На базі кафедри анатомії людини створений унівекальний навчально-методично науково-музейний комплекс. Він включає в себе 12 секційних та препарувальних залів, іменні музеї М. І. Пирогова, Войно-Ясенецького, В. В. Бобіна, морфологічний та антропологічний музеї з унікальними колекціями черепів, муміфікованих тіл, корозійних бальзамованих, пластинованих препаратів (в загальній складності більше 2,5 тисяч експонатів; галерею анатомічних малюнків, картин, скульптур та наукові лабораторії мактро-мікро-ультра, гістології та гістохімії, 3-Д моделювання; макро-мікроаналізу, біометрій, віварій. Нагороджений почесними грамотами Кабміну та ВР Криму, Заслужений працівник освіти Криму, стипендіат президента України (2012—2014 рр.). Щорічний переможець рейтингових опитувань «Кращий лектор», «Ведучий науковець», «Фаховий викладач університету». З 2007 року — дійсний член Академії наук вищої освіти України.
З вересня 2018 року по серпень 2020 року — професор кафедри фізіології людини та тварин Східноєвропейського національного університету імені Лесі Українки. Протягом 2019 року очолював робочу та проектну групи по підготовці пакету документів для ліцензування спеціальності «Медицина», яка успішно ліцензована з правом підготовки вітчизняних та іноземних громадян, що дозволило на базі нової спеціальності створити медичний факультет Волинського національного університету імені Лесі Українки.
З вересня 2020 року займав посаду завідувача кафедри анатомії людини Східноєвропейського національного університету імені Лесі Українки. З вересня 2021 року — професор кафедри анатомії людини Волинського національного університету імені Лесі Українки.

## Наукова діяльність
Обізнаний із новими досягненнями науки. Активно керує підготовкою кандидатських і докторських дисертацій. Підготував 7 докторів і 26 кандидатів наук. Науковий керівник і визнаний вітчизняний лідер наукового напрямів «Екологічна та функціональна морфологія», який досліджує вплив екзогенних, антропогенних факторів різної етіології та інтенсивності на ріст, будову, формоутворення скелета, інших органів і систем та «Клінічна і експериментальна лікворологія».
Автор більше 700 наукових праць (окрім статей та тез, 9 монографій, 15 підручників, в тому числі два видання 3-томного базового підручника «Анатомія людини» українською, англійською, російською мовами за редакцією проф. В. Г. Ковешнікова; 48 посібників і практикумів, 6 словників  та 32 патентів й авторських свідоцтв). Автор пріоритетних наукових публікацій, захищених авторськими свідоцтвами та патентами по методиках захисту від гіпергравітаційних перевантажень, систематиці стовбурових клітин, вомероназального органі, серцевих ендокриноцитах, упркумвентрикулярній системі, тератології.
Очолював Кримське республіканське товариство морфологів. Член правління Всеукраїнського наукового товариства анатомів, гістологів, ембріологів та топографоанатомів, член правління Асоціації французько-української співпраці у сфері охорони здоровя' та фармації, заступник голови спеціалізованої вченої ради із захисту докторських дисертацій Кримського державного медичного університету, протягом 6 років експерт ВАКу, член редакційних колегій 6 (шести) фахових наукових видань. Офіційний опонент або ж рецензент при захисті чи апробацій докторських та кандидатських дисертацій.
Наукову та освітню діяльність поєднує з активною суспільно-громадською роботою. Десять років був членом Наглядової та Координаційної рад Міжнародного фонду «Відродження», членом правління Української спілки освітян та науковців, очолював обласні відділення СФУЛТ у Луганську та Луцьку, співзасновник громадського об'єднання українців Криму «Наша рада», член правління Наукового товаристтва імені Тараса Григоровича Шевченка. Друкується в художньо-публіцистичній періодиці, співпрацює із засобами масової інформації.
За запрошенням читав відкриті лекції для студентів медичних університетів Сорбонни (Парижу), Центрально-Європейському університеті (Праги), Кракова, Любліна, Москви, Санкт-Петербурга.
З 2008 по 2014 роки — експерт Міністерства освіти і науки (МОН) і Міністерства охорони здоров'я (МОЗ) України по впровадженню системи тестового оцінювання «КРОК», голова морфологічної експертної групи.

## Наукові профілі
- Scopus [Архівовано 26 лютого 2022 у Wayback Machine.]
- Wiki-page [Архівовано 8 грудня 2021 у Wayback Machine.]
- VNU [Архівовано 9 грудня 2021 у Wayback Machine.]

## Грантова діяльність
- 1987—1992 роки — відповідальний виконавець держбюджтної теми: «Особливості морфогенезу скелету під впливом змодельованих екзогенних факторів різної етіології та інтенсивності».
- 1996—2000 роки — керівник держбюджетної теми: «Регіональний екоантропогенний вплив аварії на ЧАЕС на органи та системи людського організму».
- 2002—2012 роки — «Особливості морфогенезу органів та систем під впливом факторів гіпергравітації та пошук ймовірних систем захисту».
- 2014—2018 роки — керівник держбюджетної теми «Експериментальна ксенолікворологія».
- 2015—2019 роки — держбюджета тема «Вплив екзогенних факторів різної етіології на остеогенез».
- 2019—2022 роки — Україно-швейцарський проєкт «Розвиток медичної освіти».
- 2019 рік — грант Асоціації французько-української співпраці у сфері охорони здоров'я та фармації.

### Публікації
- Пикалюк В.С. (перелік публікацій)// Сайт Національної бібліотеки імені В.Вернадського, Процитовано 18 серпня 2022 року

### Патенти
- Пикалюк В.С. (Перелік патентів)// Сайт бази патентів України, Процитовано 2022 року
- | Нормативний контроль | GKG: /g/1hg09_8st |